# ماریو جاکوملی
ماریو جاکوملی (ایتالیایی: Mario Giacomelli؛ ۱ اوت ۱۹۲۵ – ۲۵ نوامبر ۲۰۰۰) عکاس اهل ایتالیا بود. او با الهام از آثار فیلمسازان نئورئالیستی همچون روبرتو روسلینی و ویتوریو دسیکا در خیابان‌های ایتالیای پس از جنگ پرسه می‌زد و متأثر از عکاس مشهور آن دوره، جوزپه کاوالی، به سبک شخصی خود با ترکیب‌بندی‌های جسورانه و تضادهای آشکار دست یافت.
مشهورترین اثرش پسرک اسکانویی است. 